# Luis Fernández Gutiérrez
Luis Fernández Gutiérrez (* 29. September 1972 in Argomilla, Kantabrien) ist ein ehemaliger spanischer Fußballspieler.

## Spielerkarriere

### Die Anfänge
Luis Fernández startete seine Karriere als Profifußballer in seiner kantabrischen Heimat bei Racing Santander 1993, nachdem er zuvor in der Saison 1992/93 bereits in der Segunda División für Torrelavega auflief. Bei Racing wurde der kleine Verteidiger langsam an den Erstliga-Fußball herangeführt. So kam er in seiner Premieren-Saison in der Primera División nur auf einen einzigen Einsatz, während er in den beiden folgenden Spielzeiten erst dreizehnmal auflief, ehe er in der Saison 1995/96 unumstrittener Stammspieler wurde und den Durchbruch schaffte.

### Real Betis
Im Sommer 1996 folgte für Luis Fernández der Wechsel zu Real Betis, wo er zehn Jahre lang spielen sollte. Zwar konnte er sich mit seiner Mannschaft mehrmals sogar für den UEFA-Pokal und einmal sogar für die Champions League qualifizieren, doch stand auch der Abstieg in die Segunda División in der Saison 1999/2000 an. Doch schon in der Saison 2000/01 gelang Betis der direkte Wiederaufstieg mit Luis Fernández als „Teilzeit-Kraft“. Zwischen 2001 und 2003 erkämpfte er sich erneut einen Stammplatz, den er in den folgenden Jahren allerdings nicht mehr verteidigen konnte. Sein größter Erfolg war der Gewinn der Copa del Rey im Jahr 2005 mit Betis.

### Racing
Im Sommer 2006, nach zehn Jahren und im Alter von 34 Jahren kehrte Luis Fernández an seine alte Wirkungsstätte zurück und unterschrieb einen Vertrag bei Racing Santander, wo er sich einen Platz in der ersten Elf trotz seines Alters erobern konnte. Im Sommer 2009 beendete er nach 300 Ligaspielen seine aktive Laufbahn.

## Erfolge
- 2000/2001 – Aufstieg mit Real Betis in die Primera División
- 2005 – Copa del Rey mit Real Betis